# Viktor Bout
Viktor Bout (en rus: Виктор Бут, nascut el 13 de gener de 1967 en Duixanbe, RSS del Tadjikistan, part de la llavors Unió Soviètica) és un traficant d'armes, considerat per molts el major del món i conegut com el "mercader de la mort". Va ser un ex agent del KGB que en retirar-se del servei, va començar a traficar amb petites armes per Nova York (que era la ciutat on va emigrar quan va deixar el KGB).
En una època de crisis les petites armes que venia només el servien per viure el dia a dia i ell era molt ambiciós i volia més. Fins a la caiguda del comunisme i del bloc comunista en Viktor havia sigut un peó en el negoci del tràfic d'armes, però aprofitant que al seu país d'origen (Ucraïna) tenia familiars a l'exèrcit, que havien deixa't de cobrar, els va oferir molts diners si li donaven armes per vendre a Àfrica, que era el lloc més conflictiu del moment. Durant els anys 80 en Viktor va controlar el tràfic d'armes tant a l'Àfrica com als Balcans, tenint la seva pròpia flota d'avions i vaixells i més de 15 empreses fantasmes les quals es dedicaven al transport de mercaderies.
Després de molts intents per capturar-lo, el FBI i la CIA en una operació conjunta van aconseguir atrapar-lo al març del 2008, i el van empresonar a Tailàndia on s'ha passat dos anys tancat en aquest país fins que en el 2010 els EUA demanaren la seva extradició per poder-lo interrogar sobre tots els anys en què havia controlat el tràfic d'armes, mentre que Rússia vol que torne a casa perquè com antic espia del KGB sap massa coses de l'imperi rus.